# IPhone 14
iPhone 14 та iPhone 14 Plus — смартфони виробництва корпорації Apple, які прийшли на зміну смартфону iPhone 13. Були представлені 7 вересня 2022 року разом з професійними моделями iPhone 14 Pro та iPhone 14 Pro Max. Старт продажів розпочався 9 вересня.
iPhone 14 Plus є першим iPhone з часів iPhone 8 Plus, що вийшов у 2017 році, який має у своїй назві частку «Plus».

## Технічні характеристики
Екрани всіх смартфонів лінійки iPhone 14 виконані за технологією OLED. Смартфони, як і iPhone 13 Pro та iPhone 13 Pro Max, побудовані на базі однокристальної системи Apple A15 Bionic, що працює в парі з 5-ядерним GPU та 16-ядерним Neural Engine.